# Étienne Henri Garnier
Pour les articles homonymes, voir Garnier.
Étienne Henri Garnier est un homme politique français né le 27 avril 1822 à Avallon (Yonne) et décédé le 20 août 1890 à Paris (1er arrondissement).

## Biographie
Fils du député François Garnier, élève de l'école Polytechnique, il est préfet des Hautes-Pyrénées, en 1859 où il sera chargé de gérer l'affaire des Apparitions de Lourdes, en remplacement de son prédécesseur Oscar Massy jugé malhabile et trop brutal, puis préfet de l'Hérault et  préfet de la Haute-Vienne sous le Second Empire. Il est député de l'Yonne de 1876 à 1877, inscrit au groupe bonapartiste de l'Appel au peuple. Il est battu en 1877 et ne retrouve son siège de député que de 1884 à 1885 et de 1889 à 1890.
Il épouse Suzanne Brun, fille du préfet Jean Adrien Brun et petite-fille du maire de Bordeaux Joseph-Thomas Brun, dont une fille, Suzanne Garnier, qui épouse le baron Georges Roulleaux-Dugage.
Il est inhumé au cimetière du Père-Lachaise (33e division).

## Décorations
- Commandeur de la Légion d'honneur par décret du 7 août 1869[3]

## Sources
- Ressources relatives à la vie publique :   - base Léonore
  - Dossiers individuels de préfets
  - Base Sycomore
- « Étienne Henri Garnier », dans Adolphe Robert et Gaston Cougny, Dictionnaire des parlementaires français, Edgar Bourloton, 1889-1891 [détail de l’édition]
- « Étienne Henri Garnier », dans le Dictionnaire des parlementaires français (1889-1940), sous la direction de Jean Jolly, PUF, 1960 [détail de l’édition]